# Pelusios nanus
Pelusios nanus is een schildpad uit de familie pelomedusa's (Pelomedusidae).

## Naam en indeling
De wetenschappelijke naam van de soort werd voor het eerst voorgesteld door Raymond Ferdinand Laurent in 1956. De soortaanduiding nanus (nânos) komt uit het Grieks en betekent vrij vertaald 'dwerg'. De soort werd lange tijd gezien als een ondersoort van de witborstdoosschildpad (Pelusios adansonii) maar dit is achterhaald.

## Uiterlijke kenmerken
Met een maximale schildlengte van 12 centimeter is dit de kleinste soort uit het geslacht Pelusios. De kop is middelgroot en heeft een afgeronde snuitpunt. Onder de kin zijn twee baarddraden aanwezig. Mannetjes zijn van vrouwtjes te onderscheiden door een langere en dikkere staart en een iets holler buikschild.
Het rugschild is ovaal, enigszins langgerekt en duidelijk afgeplat. Het schild is aan de voorzijde iets afgeplat. Een duidelijk zichtbare kiel op het midden van het rugschild ontbreekt maar soms is een lage kiel aanwezig. De marginaalschilden hebben aan de achterzijde geen doornachtig uitsteeksel. De schildkleur is bruin met donkere randen tussen de hoornplaten, het buikschild is geel van kleur en heeft een zwarte rand. Het buikschild heeft een dij- of okselschilden. De plastronformule is als volgt: fem > hum >< abd > an > intergul > pect > gul.

## Verspreiding en habitat
Pelusios nanus komt voor in delen van Afrika en leeft in de landen Zambia, Congo-Kinshasa, Angola en Tanzania. De habitat bestaat uit vochtige savannen waar de schildpad in verschillende wateren leeft.